# Pauletta Foppa
Pauletta Foppa (* 22. Dezember 2000 in Amilly, Frankreich) ist eine französische Handballspielerin, die dem Kader der französischen Nationalmannschaft angehört.

## Karriere

### Im Verein
Foppa begann das Handballspielen im Alter von zehn Jahren an einer Schule in Villemandeur. Sie trat daraufhin dem Verein USM Montargis bei. Später lief sie für die Regionalauswahl von Centre-Val de Loire auf. Im September 2014 schloss sie sich Pôle Espoirs Féminin aus Orléans an. Während des letzten Jahres für Pôle Espoirs lief die Kreisläuferin zusätzlich in der Saison 2017/18 für CJF Fleury Loiret Handball in der höchsten französischen Spielklasse auf. Seit der Saison 2018/19 steht sie beim Ligakonkurrenten Brest Bretagne Handball unter Vertrag. Mit Brest Bretagne lief sie bislang in jeder Spielzeit in der EHF Champions League auf. Mit Brest gewann sie 2021 sowohl die französische Meisterschaft als auch den französischen Pokal.

### In der Nationalmannschaft
Pauletta Foppa lief anfangs für die französische Jugendnationalmannschaft auf. Mit dieser Mannschaft belegte sie bei der U-17-Europameisterschaft 2017 den vierten Platz. Am Turnierende wurde sie in das All-Star-Team gewählt. Im darauffolgenden Jahr nahm Foppa an der U-18-Weltmeisterschaft 2018 teil. Mit 26 Toren war sie die torgefährlichste französische Spielerin.
Foppa bestritt am 22. November 2018 ihr Debüt für die französische Nationalmannschaft. Im folgenden Monat war Foppa Teil der Mannschaft, die bei der Europameisterschaft den Titel gewann. Zwei Jahre später stand Foppa erneut im Finale der Europameisterschaft, das Frankreich diesmal verlor. Im Finale war Foppa mit fünf Toren die torgefährlichste Spielerin. Mit der französischen Auswahl gewann sie die Goldmedaille bei den Olympischen Spielen in Tokio. Foppa erzielte im Turnierverlauf insgesamt 34 Treffer und wurde zusätzlich in das All-Star-Team gewählt. Im selben Jahr gewann sie bei der Weltmeisterschaft die Silbermedaille und wurde in das All-Star-Team gewählt. Auch bei der Europameisterschaft 2022 wurde sie ins All-Star-Team gewählt. Mit Frankreich gewann sie die Weltmeisterschaft 2023. Bei den Olympischen Spielen in Paris gewann sie die Silbermedaille.